# Huragan Rita
Huragan Rita – potężny cyklon tropikalny, siedemnasty sztorm z nazwą własną, dziewiąty huragan i piąty duży huragan na Atlantyku w roku 2005. 
Uformował się nad wyspami Bahama. 18 września 2005 jego wiatry osiągnęły siłę sztormu tropikalnego, a następnie wzrosły do siły huraganu. Po przejściu przez Cieśninę Florydzką, na południe od Florydy i na północ od Kuby, huragan wzmocnił się nad Zatoką Meksykańską do najwyższej, 5 kategorii na skali Saffira-Simpsona. Przez pewien czas był trzecim najsilniejszym (według ciśnienia) huraganem zanotowanym w historii Stanów Zjednoczonych, i w związku z tym obawiano się, że wywoła katastrofalne zniszczenia, porównywalne do tych spowodowanych przez huragan Katrina miesiąc wcześniej.
Jednak przed uderzeniem w ląd huragan osłabł do kategorii 3. 
Huragan doszedł wybrzeża Teksasu i Luizjany rano 24 września, jego środek przeszedł nad miastem Port Arthur. Następnie po przejściu nad ląd huragan w ciągu dnia stracił na sile i został przekwalifikowany na sztorm tropikalny, następnie na depresję tropikalną. Huragan zdewastował długi odcinek wybrzeża, niszcząc doszczętnie wiele małych nadmorskich miejscowości.
Straty w ludziach bezpośrednio spowodowane przez huragan były jednak małe (6 osób), głównie dzięki sprawnej ewakuacji zagrożonych terenów.
Przez pewien czas sądzono, iż huragan skręci na północ i zdewastuje obszary już dotknięte przez Huragan Katrina. Na szczęście tak się nie stało, jednak region otrzymał duże ilości deszczu i wiatry o sile sztormu tropikalnego, co utrudniło usuwanie skutków poprzedniego huraganu. W piątek przed południem czasu lokalnego deszcze i spiętrzone przez huragan wody spowodowały nowe przerwy w wałach otaczających miasto Nowy Orlean, powodując ponowne zalanie niektórych części miasta. 
Przez kilka dni obawiano się, że huragan uderzy w okolice Houston, w rejonie gdzie skupiona jest duża część amerykańskiego przemysłu naftowego. W obawie przed huraganem zarządzono ewakuację około 2 mln ludzi z okolic Houston. Jednak huragan przeszedł dalej na zachód i rafinerie unikneły większych zniszczeń. Łącznie przed huraganem tymczasowo wyłączono z produkcji 30% mocy przetwórczej amerykańskich rafinerii (wliczając rafinerie uszkodzone przez huragan Katrina). Minął pewien czas zanim rafinerie te powróciły do pełnej produkcji, co podniosło tymczasowo ceny benzyny w Stanach Zjednoczonych. Na skutek huraganu wyłączono też z produkcji wielką liczbę platform wiertniczych w Zatoce Meksykańskiej, co poważnie obniżyło dostawy ropy i gazu ziemnego dla amerykańskiej gospodarki podczas zimy tamtego roku.